# Palač
Palač (Палач) è un film del 1990 diretto da Viktor Sergeev.

## Trama
Il film racconta di una giornalista violentata che vuole vendetta e per questo fa un patto con i criminali. Ma la situazione è andata fuori controllo.